# Jacinto Méndez Capurro
Jacinto Méndez Capurro  nació en la ciudad de Mercedes, provincia de Corrientes, República Argentina el 22 de abril de 1960 (64 años) y anotado en el Registro Civil como José Jacinto Méndez; es un locutor y periodista argentino.
Desde temprana edad incursionó en los medios de comunicación. Descendiente de familia de músicos y artistas tanto por el lado materno como paterno, lo llamaban a recitar y leer en actos, espectáculos y programas radiales. Su madre era poetisa y libretista, uno de sus tíos locutor y otro, además, operador de radio. Sus abuelos Capurro fueron dueños del cine-teatro de la localidad turística de Empedrado. Se nutrió de “la onda del éter” desde muy pequeño. Con una formación de fonoaudiología, foniatría y práctica de radio se inició en la Amplitud Modulada en 1976.
Se recibió de “Experto en ganadería”, y más tarde de “Técnico en Administración de Empresas”, títulos que nunca ejerció porque se dedicó permanentemente a la comunicación social.
Cumplió funciones de locutor de turno, redactó libretos humorísticos, preparó contenidos de producción, selecciones musicales y condujo programas.
Publica relatos, cuentos, poemas y colaboraciones en medios gráficos de su ciudad, con el acompañamiento de la escritora María Luisa Paiz.
Se lo considera el periodista más joven que ejerció en la prensa gráfica y radial, durante el gobierno militar en la provincia de Corrientes.
Trabajó en las corresponsalía del diario El Litoral. Y colaboró como redactor especial para diario "época".
Fue redactor fundador y primer jefe de redacción del Semanario “Paiubre” de Mercedes(Ctes.)
En 1979 ocupó las funciones de Delegado de la Sociedad Argentina de Escritores. También fue miembro del elenco estable municipal de la ciudad. Estudió teatro con Dante Cena.
En 1980 en Buenos Aires trabajó como redactor especial para diario Clarín, bajo la jefatura de Carlos Marcelo Thiery. Y en ese mismo año, panelista invitado de Canal 9 para el programa VideoShow, con la conducción de Enrique Llamas de Madariaga.
Estudió teatro con Pablo Aldonatti Lima y Héctor Gancé. Ensayos de teatro con Eduardo Rudi y Joaquín Piñón. Clases de teatro con la actriz  - también correntina - Iris Portillo, Jorge Salcedo y Duilio Marzio. Frecuenta y cultiva amistad con la actriz Milagros de la Vega y el actor Santiago Gómez Cou.
En 1982 participó como Asistente de Dirección del espectáculo “Corrientes Canta a Corrientes” con la Embajada del Chamamé en el Luna Park de Buenos Aires, con transmisión de ATC Argentina Televisora Color junto a lo más representativo del arte musical y coreográfico de su ciudad: músicos, bailarines, intérpretes, compositores y ejecutantes.
Colaboraciones con Mónica Cahem D^anvers para Canal 13 de Buenos Aires. Informes para Julio Lagos en Radio Belgrano y Radio Continental.
Ya en Corrientes capital (1985)  se ocupó de la producción ejecutiva del programa “El Mañana es Hoy” en CVC - Cable Visión Corrientes, y fue redactor creativo de “Diseño”,  la agencia de publicidad de Jorge Pablo Hemadi. Allí redactó libretos, ideó avisos, trabajó en lineamientos de campañas políticas, y dirigió cortos para televisión.
Informes para Bernardo Neustad en Radio América de Buenos Aires.
Fue asistente de redacción y difusión del Director de Defensa Civil (1990). En ese mismo año inicia como uno de los fundadores la 1.ª Cadena Provincial de Radios AM-FM y Onda Corta con la Agencia Noticiosa Correntina, cuyo director era Alberto Lacarrié. Fue nombrado Director de Medios de Comunicación de la Universidad Nacional del Nordeste (1993).
Ocupó la jefatura de prensa de la Cámara de Diputados (1994) y la secretaría privada de prensa y difusión del Ministerio de Salud Pública de la provincia de Corrientes (1999).
Aparece en el libro “Poder y Aristocracia en Corrientes” de Juan Cruz Jaime,“Historia del Teatro Correntino” de Marcelo Fernández y “Antología de Autores Iberoamericanos” Edición 2006.
Trabajó como encuestador para consultoras privadas.Colaborador de Defensa del Consumidor, UNICEF, Morivimiento de protección al animal y GREENPEACE.
Ha ofrecido charlas sobre Radio y medios de comunicación en Establecimientos Educativos y ha colaborado permanentemente con medios gráficos, radiales.(AM y FM) y televisivos.
Se desempeña como locutor para actos oficiales y galas del Teatro Oficial "Juan de Vera" de Corrientes, con transmisiones televisivas en vivo.
Participa de la Fiesta Nacional del Chamamé como locutor y creativo. Fue el primer conductor-junto al animador Emilio Karothy - de la 1.ª Peña Oficial del Chamamé.
Libretista del programa de televisión "Secreto de Sumario" de Canal 13 de Corrientes.
Otra faceta de sus actividades lo muestra como estudioso y practicante de la Numerología Pitagórica, con lo cual se inició en el año 2002;  con numerosísimas cartas natales, proyecciones numerológicas, estudios y análisis numerológicos realizados con acierto. 
- Fernández, Marcelo Daniel (2005).  Instituto Nacional del Teatro, ed. Historia de la actividad teatral en la Provincia de Corrientes.
- Jaime, Juan Cruz (julio de 2002). Corrientes: Poder y Aristocracia. Edit LETEMENDIA. ISBN - 987 - 43 - 4741-4.
- Nueva Literatura de Habla Hispana. Tomo 4: Nuevo Ser. 2006.

- Datos: Q5924203
- Multimedia: Jacinto Méndez Capurro / Q5924203